# Cuenca del río La Ligua
La cuenca del río La Ligua es el espacio natural comprendido por la cuenca hidrográfica del río La Ligua. Este espacio coincide con el espacio administrativo homónimo definido en el inventario de cuencas de Chile con el número 052 que se extiende desde unos kilómetros al oeste de la divisoria de las aguas en la cordillera de los Andes hasta su desembocadura en el océano Pacífico. Se subdivide en 3 subcuencas y 5 subsubcuencas con un total de 1979 km². A partir de los años 70 se ha ampliado el concepto de cuenca hasta entender, ya en los primeros años del siglo XXI, una cuenca hidrográfica en lo que respecta a su definición espacial y funcional, como la unidad geopolítica y socioeconómica más apropiada y racional para el desarrollo integrado de los recursos de tierras y aguas asociados a la vegetación y en conjunto con los usuarios de nivel local y regional.: 17 
Los cabezales de la cuenca están separados de la frontera internacional por los extremos de la cuenca del río Petorca y de la cuenca del río Choapa que se anteponen.
En el inventario de cuencas DARH de 2014, las cuencas del río Petorca y del río La Ligua aparecen bajo el mismo ítem 0501 con el nombre "Cuenca río Ligua".

Cuenca del río La Ligua.

## Límites y relieve
El río La Ligua desemboca en la bahía homónima casi junto al río Petorca. Siguiendo el sentido de los punteros del reloj, limita en todo su flanco norte con la cuenca del río Petorca. Su corto flanco oriental limita con el extremo sur de la cuenca del río Choapa. Al sur limita con la cuenca del río Aconcagua, pero en el último tramo suroeste limita con la cuenca del estero Catapilco y del estero Las Salinas, ambos del ítem 053 del inventario de cuencas de Chile.
Sus extremos alcanzan las coordenadas geográficas 32°16′ S, 32°35′ S, 70°40′ W y 71°25′ W.: 306 
La "región del complejo montañoso andino-costero" o valles transversales, donde se ubica la hoya del río La Ligua, son estribaciones andinas que alcanzan la cordillera de la Costa e interrumpen la depresión intermedia de Chile formando a su vez las cuencas de los ríos Elqui, Limarí, Choapa, Quilimarí, Petorca, La Ligua y finalmente la cuenca del río Aconcagua.: 39-  Se trata de una región caracterizada por estos valles transversales que van de este a oeste y que han sido formados por las corrientes de agua que bajan de la cordillera de Los Andes.: 12  A medida que se viaja hacia el sur, aumentan las precipitaciones y disminuyen las distancias entre los grandes ríos: entre el Copiapó y el Huasco hay 145 km, entre el Huasco y el Elqui 165 km, entre el Elqui y el Limarí 60 km, 90 km del Limarí al Choapa y del Choapa al Petorca - La Ligua y estos últimos solo 60 km del río Aconcagua.: 16 

## Población y Regiones

En rojo está la división político-administrativa en torno a la cuenca del río La Ligua, que incluye los departamentos argentinos de Calingasta y Las Heras. En azul las cuencas hidrográficas y en azul obscuro los glaciares en territorio chileno.

La cuenca está ubicada dentro de los límites político-administrativos de la Región de Valparaíso, entre las provincias de Petorca, y San Felipe de Aconcagua. A nivel comunal abarca las comunas de La Ligua, Cabildo (Chile), Papudo y Putaendo.: 13–14 
Las localidades pobladas de mayor importancia en la cuenca, según el número de habitantes, son las siguientes:
| Nombre   | Población comunal en 2002 | Población comunal en 2002 | Cauces asociados |
| -------- | ------------------------- | ------------------------- | ---------------- |
| La Ligua | 31.987                    | 24.214                    | Río La Ligua     |
| Cabildo  | 18.916                    | 18.916                    | Río La Ligua     |

## Subdivisiones
La Dirección General de Aguas ha dividido la cuenca del río La Ligua para mejor estudio y administración en las siguientes subcuencas y subsubcuencas:
| 052 Río La Ligua (mapa) |       |                                                             |      |
| 0520                    | 05200 | Estero Alicahue                                             | 531  |
| 0521                    | 05210 | Río Ligua ante Quebrada La Cerrada y Estero Los Ángeles     | 337  |
| 0521                    | 05211 | Estero Los Ángeles                                          | 522  |
| 0522                    | 05220 | Río Ligua Entre Estero Los Ángeles y Bajo Estero La Patagua | 330  |
| 0522                    | 05221 | Río Ligua Entre Estero La Patagua y Desembocadura           | 259  |
| Totales:                |       |                                                             |      |
| 3                       | 5     | Región: V (100%) / Tipo: Exorreica / Desemb.: O. Pacífico   | 1979 |

## Hidrología

### Red hidrográfica
Los cuerpos de agua considerados en esta categoría son:
Embalses
Existen dos embalses en la hoya, el embalse El Totoral con una superficie de 0,3 km² y el embalse Los Culenes con una superficie de 0,12 km².

### Caudales y régimen

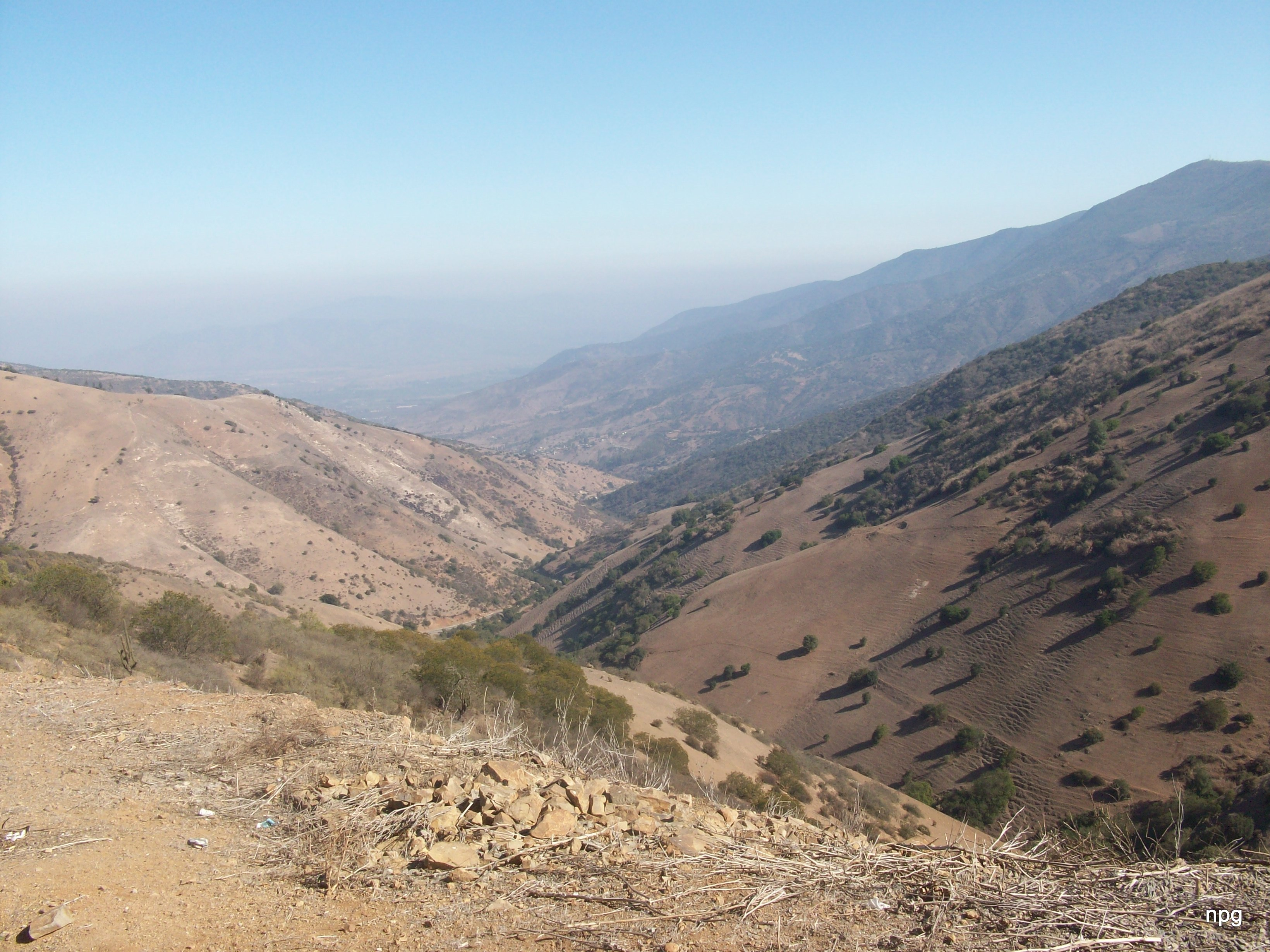
Quebrada del Pobre, un afluente derecho del río la Ligua.

Se distinguen dos subcuencas en lo relacionado al régimen de caudales:: 38 
- La subcuenca del Alicahue desde su origen hasta su confluencia con el estero Cajón de Los Ángeles, donde se da origen al río La Ligua, tiene un régimen nival con sus mayores crecidas entre octubre y diciembre, producto de deshielos primaverales. El período de estiaje ocurre en el trimestre marzo, abril, mayo.
- La subcuenca del La Ligua abarca desde la junta del Alicahue con el estero Los Ángeles hasta la desembocadura del La Ligua en el océano Pacífico. Muestra un régimen pluvio – nival, ya que los aportes pluviales se hacen más importantes que en la subcuenca anterior, por estar ésta a una menor elevación. El período de mayores caudales ocurre entre julio y noviembre. El período de estiaje se observa en el trimestre febrero, marzo, abril, debido fundamentalmente al uso de agua para el riego.

### Glaciares
El inventario público de glaciares de Chile 2022 consigna un total de 7 glaciares en la cuenca. El área total cubierta es de 0.314 km² y se estima el volumen de agua almacenada en los glaciares en 0.002 km³.

### Acuíferos
El inventario nacional de acuíferos de Chile consigna para el acuífero La Ligua siete SHACs: Sector 5 - Estero Alicahue	(532,5 km²), Sector 6 - Río La Ligua Oriente (338,5 km²), Sector 7 - Río La Ligua Cabildo (195,9 km²), Sector 8 - Río La Ligua Pueblo (235,0 km²), Sector 9 - Estero Los Ángeles (523,6 km²), Sector 11 - Río La Ligua Costa (103,1 km²) y Sector 12 Estero Patagua (125,6 km²).

### Desaladoras
El catastro nacional de plantas y proyectos de desalinización de agua de mar en Chile consigna 4 plantas desaladoras para la Región de Valparaíso: Desaladora Petorca (1200 l/s, un proyecto en evaluación preliminar), Unidad 3 Ventanas	(28 l/s) en operación), Unidad 4 Ventanas (30 l/s, en operación) y Aconcagua (1000 l/s, en construcción o pronta a operar).

## Clima

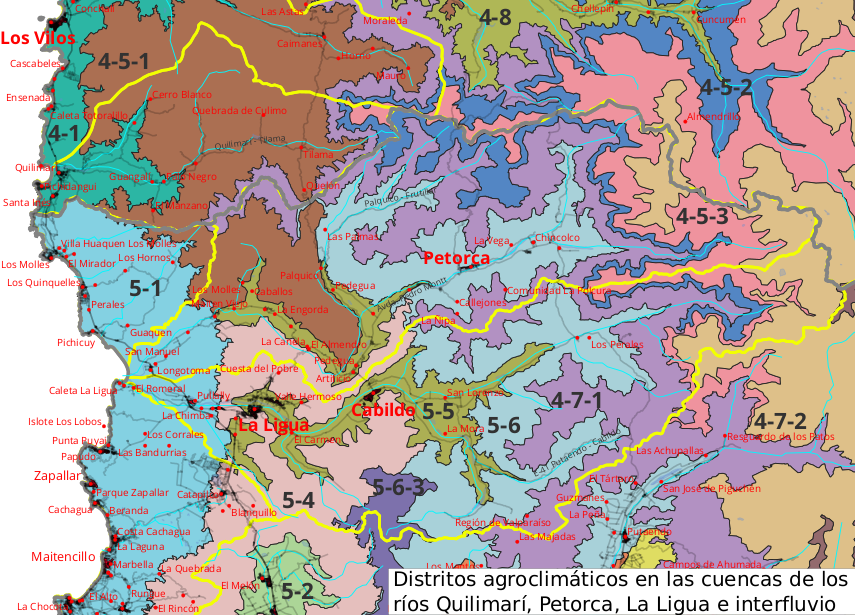
Distritos agroclimáticos en las cuencas de los ríos Quilimarí, Petorca, La Ligua e interfluvio. En amarillo los límites de las cuencas, en gris fino los caminos, en gris grueso los límites regionales. El límite sur de la cuenca del río Quilimarí coincide con el límite Regional Coquimbo-Valparaíso.

El Atlas agroclimático de Chile distingue 10 distritos agroclimáticos en la cuenca:
- 5-1  Templado cálido supratermal con régimen de humedad semiárido (Csb2Sa). La temperatura oscila entre un máximo de enero de 23,6 °C y un mínimo de julio de 7,4 °C. Tiene un promedio de 345 días consecutivos libres de heladas. En el año se registra un promedio de 0 heladas. El período de temperaturas favorables a la actividad vegetativa dura 12 meses. Registra anualmente 1502 días grado y 129 horas de frío acumuladas hasta el 31 de julio. La precipitación media anual es de 374 mm y un período seco de 8 meses, con un déficit hídrico de 900 mm/año. El período húmedo dura 3 meses durante los cuales se produce un excedente hídrico de 69 mm.
- 5-6-3  Templado cálido mesotermal con régimen de humedad semiárido (Csb1Sa). La temperatura oscila entre un máximo de enero de 25,9 °C y un mínimo de julio de 3,8 °C. Tiene un promedio de 209 días consecutivos libres de heladas. En el año se registra un promedio de 20 heladas. El período de temperaturas favorables a la actividad vegetativa dura 7 meses. Registra anualmente 1166 días grado y 985 horas de frío acumuladas hasta el 31 de julio. La precipitación media anual es de 543 mm y un período seco de 7 meses, con un déficit hídrico de 1.022 mm/año. El período húmedo dura 4 meses durante los cuales se produce un excedente hídrico de 148 mm.
- 5-5  Estepa interior con régimen de humedad árido (BSAr). La temperatura oscila entre un máximo de enero de 26,3 °C y un mínimo de julio de 5,5 °C. Tiene un promedio de 282 días consecutivos libres de heladas. En el año se registra un promedio de 4 heladas. El período de temperaturas favorables a la actividad vegetativa dura 12 meses. Registra anualmente 1662 días grado y 319 horas de frío acumuladas hasta el 31 de julio. La precipitación media anual es de 274 mm y un período seco de 9 meses, con un déficit hídrico de 1117 mm/año. El período húmedo dura 2 meses durante los cuales se produce un excedente hídrico de 28 mm.
- 5-4  Templado cálido supratermal con régimen de humedad semiárido (Csb2Sa). La temperatura oscila entre un máximo de enero de 27 °C y un mínimo de julio de 6,9 °C. Tiene un promedio de 345 días consecutivos libres de heladas. En el año se registra un promedio de 1 helada. El período de temperaturas favorables a la actividad vegetativa dura 12 meses. Registra anualmente 1827 días grado y 158 horas de frío acumuladas hasta el 31 de julio. La precipitación media anual es de 380 mm y un período seco de 8 meses, con un déficit hídrico de 1012 mm/año. El período húmedo dura 3 meses durante los cuales se produce un excedente hídrico de 60 mm.
- 5-5  Estepa interior con régimen de humedad árido (BSAr). La temperatura oscila entre un máximo de enero de 26,3 °C y un mínimo de julio de 5,5 °C. Tiene un promedio de 282 días consecutivos libres de heladas. En el año se registra un promedio de 4 heladas. El período de temperaturas favorables a la actividad vegetativa dura 12 meses. Registra anualmente 1662 días grado y 319 horas de frío acumuladas hasta el 31 de julio. La precipitación media anual es de 274 mm y un período seco de 9 meses, con un déficit hídrico de 1117 mm/año. El período húmedo dura 2 meses durante los cuales se produce un excedente hídrico de 28 mm.
- 5-6  Estepa interior con régimen de humedad árido (BSAr) Altitud media aproximada: 897 m s. n. m. en una superficie territorial aproximada: 1299 km con una temperatura que oscila entre un máximo de enero de 29,7 °C y un mínimo de julio de 5,2 °C. Tiene un promedio de 279 días consecutivos libres de heladas. En el año se registra un promedio de 6 heladas. El período de temperaturas favorables a la actividad vegetativa dura 12 meses. Registra anualmente 2052 días grado y 334 horas de frío acumuladas hasta el 31 de julio. La precipitación media anual es de 271 mm y un período seco de 9 meses, con un déficit hídrico de 1313 mm/año. El período húmedo dura 0 meses durante los cuales se produce un excedente hídrico de 5 mm.
- 4-7-1  Templado cálido supratermal con régimen de humedad semiárido (Csb2Sa).. La temperatura oscila entre un máximo de enero de 27,5 °C y un mínimo de julio de 3,3 °C. Tiene un promedio de 191 días consecutivos libres de heladas. En el año se registra un promedio de 25 heladas. El período de temperaturas favorables a la actividad vegetativa dura 9 meses. Registra anualmente 1387 días grado y 968 horas de frío acumuladas hasta el 31 de julio. La precipitación media anual es de 652 mm y un período seco de 7 meses, con un déficit hídrico de 1098 mm/año. El período húmedo dura 4 meses durante los cuales se produce un excedente hídrico de 183 mm.
- 4-5-2  Estepa interior con régimen de humedad híper árido (BSHa). La temperatura oscila entre un máximo de enero de 27,2 °C y un mínimo de julio de 3,2 °C. Tiene un promedio de 200 días consecutivos libres de heladas. En el año se registra un promedio de 25 heladas. El período de temperaturas favorables a la actividad vegetativa dura 11 meses. Registra anualmente 1618 días grado y 756 horas de frío acumuladas hasta el 31 de julio. La precipitación media anual es de 210 mm y un período seco de 11 meses, con un déficit hídrico de 1680 mm/año. El período húmedo dura 0 meses durante los cuales se produce un excedente hídrico de 0 mm.
- 4-5-3  Estepa de altura fría con régimen de humedad árido (BSkAr). La temperatura oscila entre un máximo de enero de 17,8 °C y un mínimo de julio de -1,4 °C. Tiene un promedio de 0 días consecutivos libres de heladas. En el año se registra un promedio de 166 heladas. El período de temperaturas favorables a la actividad vegetativa dura 3 meses. Registra anualmente 421 días grado y 1661 horas de frío acumuladas hasta el 31 de julio. La precipitación media anual es de 225 mm y un período seco de 10 meses, con un déficit hídrico de 1492 mm/año. El período húmedo dura 0 meses durante los cuales se produce un excedente hídrico de 0 mm.
- 4-7-2  Tundra (ET). La temperatura oscila entre un máximo de enero de 13,9 °C y un mínimo de julio de -3,9 °C. Tiene un promedio de 0 días consecutivos libres de heladas. En el año se registra un promedio de 291 heladas. El período de temperaturas favorables a la actividad vegetativa dura 0 meses. Registra anualmente 135 días grado y 1800 horas de frío acumuladas hasta el 31 de julio. La precipitación media anual es de 747 mm y un período seco de 7 meses, con un déficit hídrico de 953 mm/año. El período húmedo dura 4 meses durante los cuales se produce un excedente hídrico de 285 mm.

|  |  |

Los diagramas Walter Lieth muestran con un área azul los periodos en que las precipitaciones sobrepasan la cantidad de agua que el calor del sol evapora en el mismo lapso de tiempo, (un promedio de 10 °C mensuales evaporan 20 mm de agua caída) dejando un clima húmedo. Por el contrario, las zonas amarillas indican que durante ese tiempo el agua caída puede ser evaporada por el calor del sol.

## Actividades económicas
El motor de la economía de la cuenca es la actividad minera representada la explotación de cobre en la ciudad de Cabildo. 

### Minería
La explotación del cobre es hecha por las compañías Compañía minera Cerro Negro S.A. (en forma subterránea) y por la Minera Las Cenizas S.A. (planta y mina).
En el año 2004 la Minera Cerro Negro gestionaba su planta de tratamiento de sulfuros con una capacidad de 9.000 toneladas anuales de concentrados de cobre. La producción anual era de 2.400 toneladas de cobre fino. 
La empresa minera Las Cenizas es productora de concentrado de cobre y oro. Cuenta con faenas mineras en la ciudad de Cabildo, provincia de Petorca. Anualmente la planta produce 11.000 toneladas de cobre fino, 170 kg de oro y 3.000 kg de plata, todos estos productos contenidos en concentrados.: 14 

### Agricultura
El uso agrícola del suelo es el más extendido en la cuenca, próximos al río La Ligua y comprenden una superficie de 10.729 ha. La superficie de terrenos destinados a la rotación de cultivo - pradera comprende 680 ha. Los grupos de cultivos predominantes en la cuenca, corresponden a frutales, forrajeras y cereales.: 15 
Existe un proyecto para la construcción del embalse Los Ángeles, (altura de presa: 34 m, longitud de presa: 780 m, volumen de embalse: 30 hm³) sobre el lecho del estero y con un canal de alimentación desde el río La Ligua, con un costo total de 133.000 millones de pesos chilenos 2017, obtenidos por medio de una concesión a 15 años.

### Ganadería
Otra actividad económica importante en la zona es la actividad agropecuaria destacando la venta de ganado caprino.

## Áreas bajo protección oficial y conservación de la biodiversidad
No existen áreas bajo protección oficial pertenecientes al Sistema Nacional de Áreas Silvestres Protegidas por el Estado (SNASPE) en la cuenca.: 22 
Las Áreas de Conservación de la Biodiversidad en la cuenca de La Ligua son:: 17 
- Altos de Petorca y Alicahue (102.301 ha) Cuenca y subcuenca. Matorral espinoso de las serranías, matorral esclerófilo andino, estepa altoandina de Santiago. Alto endemismo, con presencia de especies vegetales amenazadas o escasas, y especies de interés. Presencia de la población más importante de guanacos en Chile Centra. Hábitat reproductivo de numerosas especies.
- Cordillera del Melón (42.586 ha) Montañas y cerros: Cerros Chache, Altos Casa Piedra, Morro La Campana y Altas cumbres hasta Cerro El Caqui. Bosque esclerófilo costero, matorral estepario arborescente y matorral espinoso de las serranías. Alta diversidad botánica. Presencia del belloto del norte. Relativa pristinidad y potencia de regeneración. Constituye un corredor de fauna. Alto endemismo de vertebrados. Presencia de puma, especie con problemas de conservación.